# Huernia tanganyikensis
Huernia tanganyikensis är en oleanderväxtart som först beskrevs av Eileen Adelaide Bruce och Bally, och fick sitt nu gällande namn av Leach. Huernia tanganyikensis ingår i släktet Huernia och familjen oleanderväxter. Inga underarter finns listade i Catalogue of Life.